# Aero L-29 Delfín
El Aero L-29 Delfín (‘delfín’ en checo, designación OTAN: Maya) fue un avión de entrenamiento a reacción militar que se convirtió en el entrenador de reacción estándar para las fuerzas armadas de las naciones del Pacto de Varsovia en los años 1960. Fue el primer avión de reacción completamente diseñado y fabricado en Checoslovaquia.

## Operadores
Afganistán

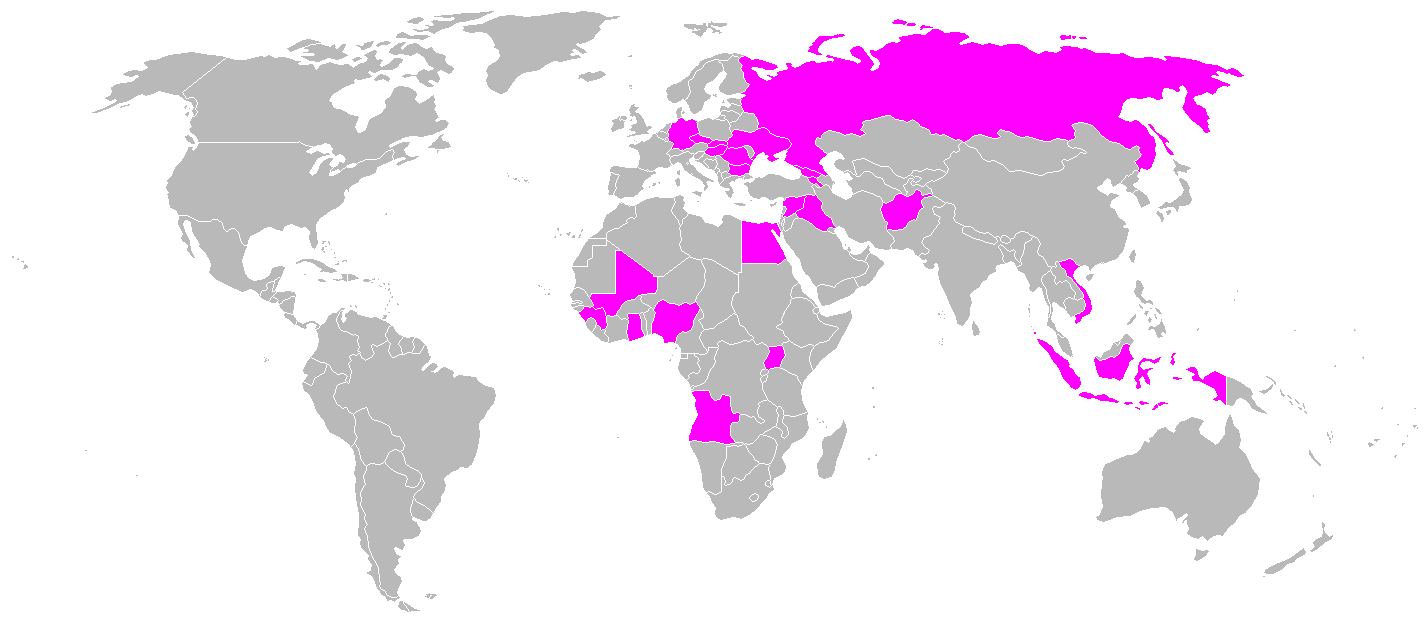
Operadores del L-29..

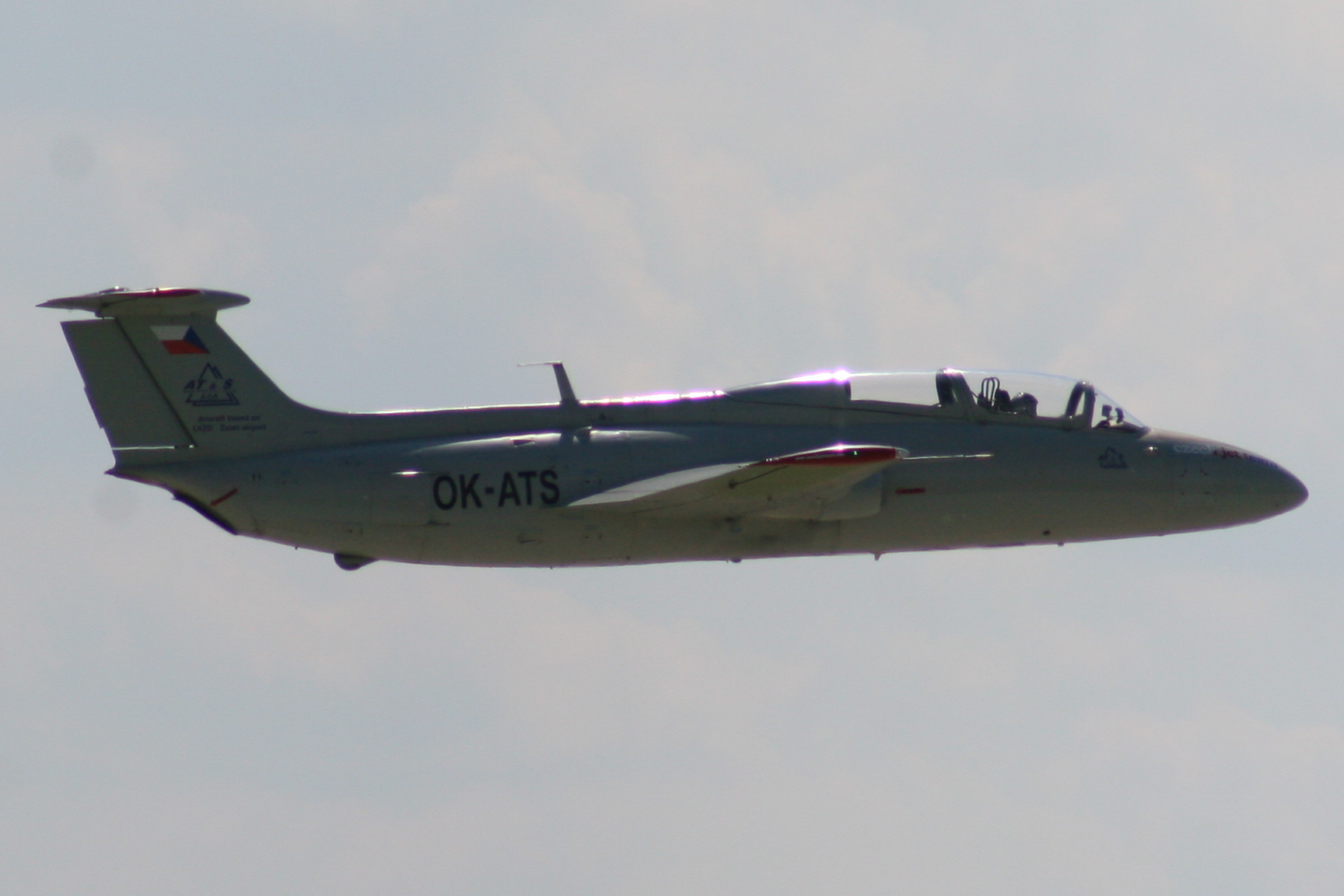
L-29 Delfín de la República Checa.

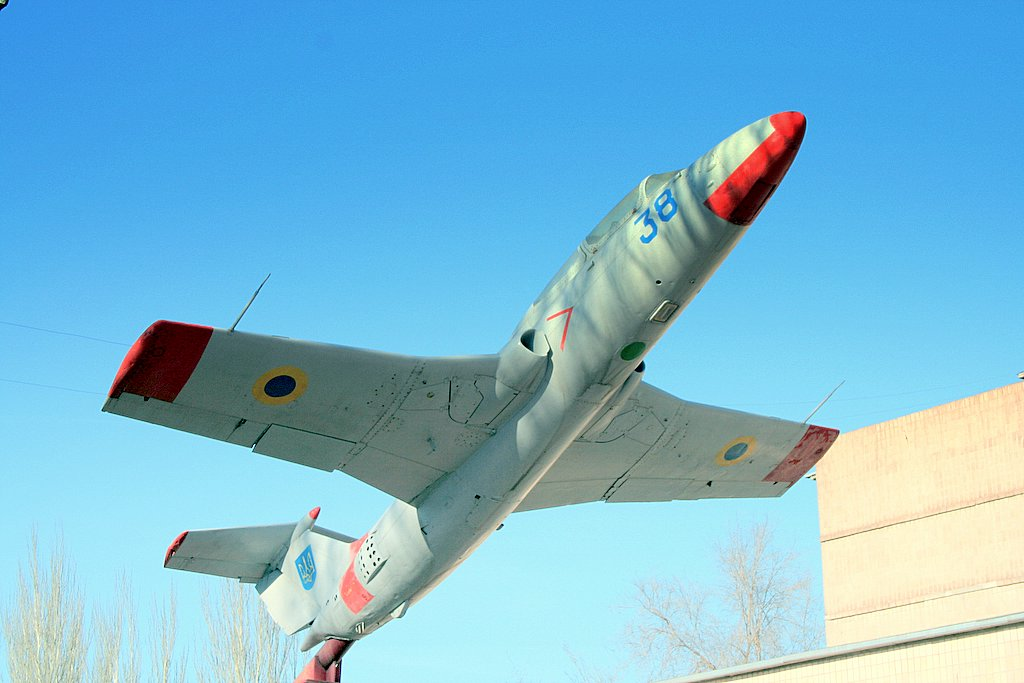
L-29 Delfín de Ucrania expuesto.

- Fuerza Aérea Afgana: utilizó hasta 24 aviones desde 1978 hasta 1999.

 Armenia
- Fuerza Aérea Armenia: utilizó unos cuantos, fueron retirados de servicio en 1996.

 Bulgaria
- Fuerza Aérea Búlgara

 República Checa
- Fuerza Aérea Checa: utilizó unos 400.

 Alemania Oriental
- Fuerza Aérea de Alemania Oriental.

 Egipto
- Fuerza Aérea Egipcia: retirados.

 Georgia
- Fuerza Aérea Georgiana

 Ghana
- Fuerza Aérea de Ghana

 Guinea
 Hungría
- Fuerza Aérea Húngara

 Indonesia
- Fuerza Aérea Indonesia

 Irak
- Fuerza Aérea Iraquí: ya no están operativos.

 Mali
 Nigeria
- Fuerza Aérea Nigeriana

 Rumania
- Fuerza Aérea Rumana: fueron retirados en 2006.

 Uganda
- Fuerza Aérea de Uganda

 Unión Soviética
En total fueron utilizados hasta 2.000 aviones L-29.
- DOSAAF
- Fuerza Aérea Soviética

 Eslovaquia
- Fuerza Aérea Eslovaca

 Siria
- Fuerza Aérea Siria

 Vietnam
- Fuerza Aérea Popular Vietnamita

## Accidentes
- El 18 de agosto del año 2000 un L-29 privado se estrelló en el mar mientras participaba en la exhibición aérea "Eastbourne Airbourne Air Show" en Eastbourne, Sussex Oriental, Inglaterra. El piloto del avión, exmiembro del grupo de acrobacias aéreas Red Arrows, murió en el impacto con el agua.[2]
- El 18 de septiembre de 2022 un L-29 privado se estrelló mientras participaba en las Carreas Aéreas de Reno en Nevada. El piloto murió en el incidente.[3]
- El 12 de noviembre de 2023 un L-29 privado que se utilizaba para realizar acrobacias aéreas se estrelló en un vuelo rasante mientras participaba en un festival aéreo en la localidad de Villa Cañas, Santa Fe. En el hecho fallecieron el piloto y el copiloto, producto del impacto y del posterior incendio del aparato.[4]

## Especificaciones (L-29)

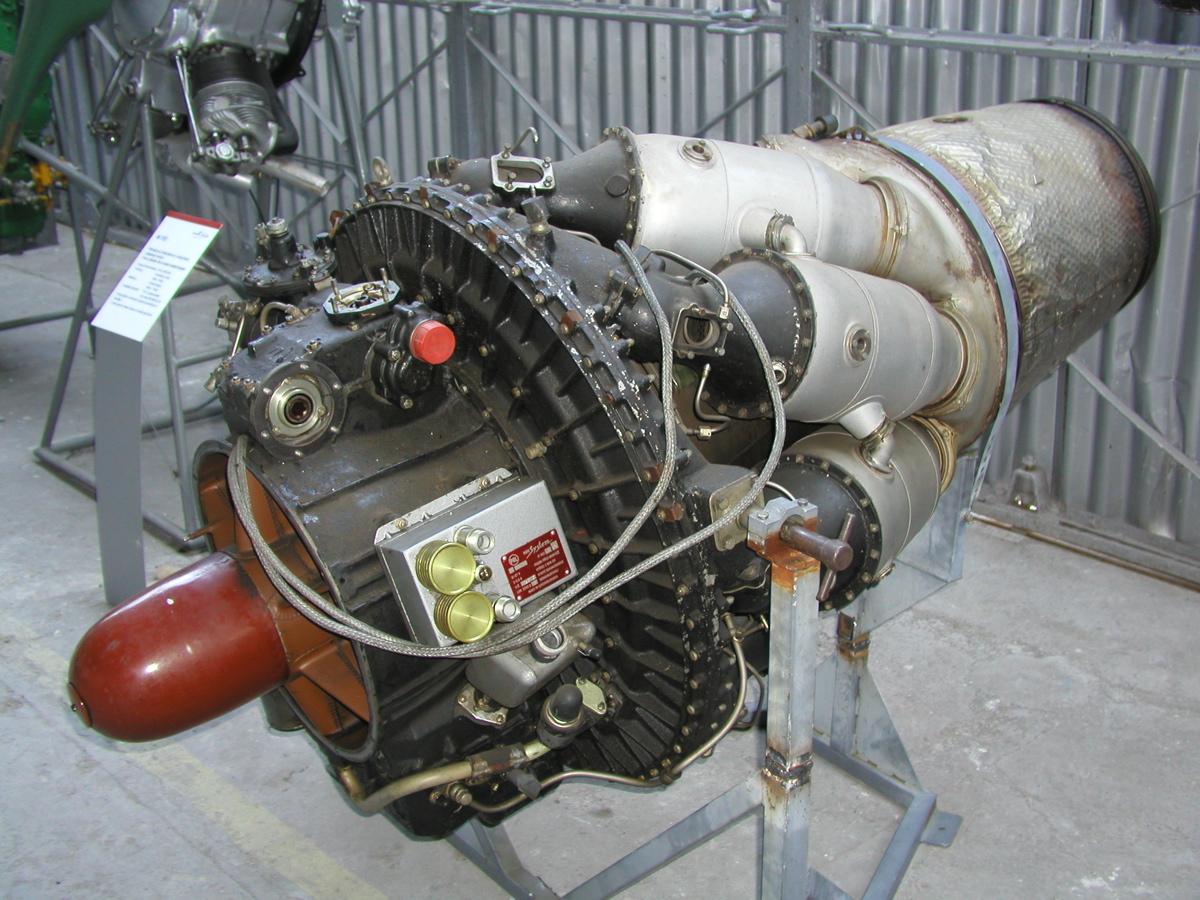
Turborreactor Motorlet M701.

### Características generales
- Tripulación: 2 (instructor y estudiante)
- Longitud: 10,8 m (35,5 ft)
- Envergadura: 10,3 m (33,8 ft)
- Altura: 3,1 m (10,3 ft)
- Superficie alar: 19,8 m² (213,1 ft²)
- Peso vacío: 2280 kg (5025,1 lb)
- Peso cargado: 3286 kg (7242,3 lb)
- Peso máximo al despegue: 3540 kg (7802,2 lb)
- Planta motriz: 1× Turborreactor Motorlet M-701.
  - Empuje normal: 8,7 kN (889 kgf; 1960 lbf) de empuje.

### Rendimiento
- Velocidad máxima operativa (Vno): 820 km/h (510 MPH; 443 kt)
- Alcance: 900 km (486 nmi; 559 mi)
- Techo de vuelo: 11 500 m (37 730 ft)
- Régimen de ascenso: 14 m/s (2756 ft/min)
- Carga alar: 166 kg/m² (34 lb/ft²)
- Empuje/peso: 0,25 W/kg

### Desarrollos relacionados
- Aero L-39 Albatros
- Aero L-59 Super Albatros

### Aeronaves similares
- Fouga Magister
- Morane-Saulnier MS-760 Paris
- Aermacchi MB-326
- PZL TS-11 Iskra
- Soko G-2
- Fuji T-1